# Ksar es-Seghir
Ksar es-Seghir (auch Ksar Sghir oder al-Qasr al-Seghir; arabisch القصر الصغير, Zentralatlas-Tamazight ⵇⵚⵕ ⵚⵖⵉⵕ Qṣṛ Ṣɣiṛ) ist eine marokkanische Kleinstadt mit etwa 17.000 Einwohnern in der Provinz Fahs-Anjra in der Region Tanger-Tétouan-Al Hoceïma. Im 15./16. Jahrhundert lautete die portugiesische bzw. spanische Ortsbezeichnung Alcácer-Ceguer bzw. Alcázarseguir. Ins Deutsche übersetzt bedeuten alle Bezeichnungen so viel wie „Kleine Festung“.

## Lage und Klima
Ksar es-Seghir liegt an einer geschützten und ehemals strategisch bedeutsamen Sandbucht an der Straße von Gibraltar etwa auf halber Strecke zwischen Tanger (ca. 38 km Fahrtstrecke westlich) und Ceuta (ca. 33 km östlich). Das Klima ist mediterran, Regen (ca. 450 mm/Jahr) fällt hauptsächlich im Winterhalbjahr.

## Bevölkerung
| Jahr      | 1994  | 2004   | 2014   | 2024   |
| Einwohner | 8.818 | 10.995 | 12.997 | 17.125 |

Von den etwa zur Hälfte in kleineren Dörfern des Umlands lebenden Einwohnern sind die meisten Angehörige der verschiedenen Berberstämme des Rifgebirges, die schon seit langem als Bauern hier leben. Gesprochen wird jedoch überwiegend arabisch; die Rifdialekte spielen kaum noch eine Rolle.

## Wirtschaft
Lange Zeit hatte die Provinz Fahs-Anjra trotz ihrer Nähe zu den Großstädten Tanger und Tétouan ein ausgesprochen ländliches Erscheinungsbild. Im Vordergrund des Wirtschaftslebens stand die Landwirtschaft, welche in den vergangenen Jahrhunderten überwiegend der Selbstversorgung diente, jedoch schon während der Kolonialzeit und nach der Unabhängigkeit Marokkos (1956) in hohem Maße für die städtischen Märkte produzierte. Ksar es-Seghir lebte überdies vom Fischfang mit kleinen hölzernen Booten. Nach der Fertigstellung der Autobahn A4 und der Teileröffnung des nahegelegenen Superhafens Tanger-Med ist eine tiefgreifende Veränderung des Wirtschaftssektors jedoch abzusehen.

## Geschichte
Möglicherweise schon den Phöniziern als Ankerplatz bekannt, nannten es die Römer – laut Ptolemäus – Lissa oder Exilissa. In byzantinischer Zeit hieß die Stelle Exilyssa (griechisch: Εξιλύσσα). Während der islamischen Eroberung Nordafrikas (708/09) wurde der Platz wahrscheinlich erstmals befestigt und besiedelt – jedenfalls deutet die unter den spanischen Umayyaden gebräuchliche Bezeichnung Ksar Mesmouda darauf hin, dass hier Berber von Stamm der Masmuda ansässig waren. Im Jahr 971 versuchte der umayyadische Kalif von Córdoba al-Hakam II. (reg. 961–976) den Ort zu erobern, um von hier aus ganz Nordafrika zu unterwerfen. Im 11. Jahrhundert benannte der islamische Historiograph Abū ʿUbaid al-Bakrī die Festung als al-Qasr al-Awwal („erste“ bzw. „alte Burg“). Die Almoraviden und Almohaden nutzten die seichte Bucht und den Ort, der nunmehr Ksar al-Majar hieß, als Schiffsbauplatz, von dem aus sie ihre Überfahrten nach Al-Andalus unternahmen. Der im Jahr 1286 an die Macht gekommene Meriniden-Sultan Abu Yaqub Yusuf ließ hier – vielleicht nach dem verkleinerten Vorbild der 1258 von den Mongolen zerstörten Stadt Bagdad – im Jahr 1287 eine kreisrunde Stadt mit 29 Türmen und drei Toren erbauen.

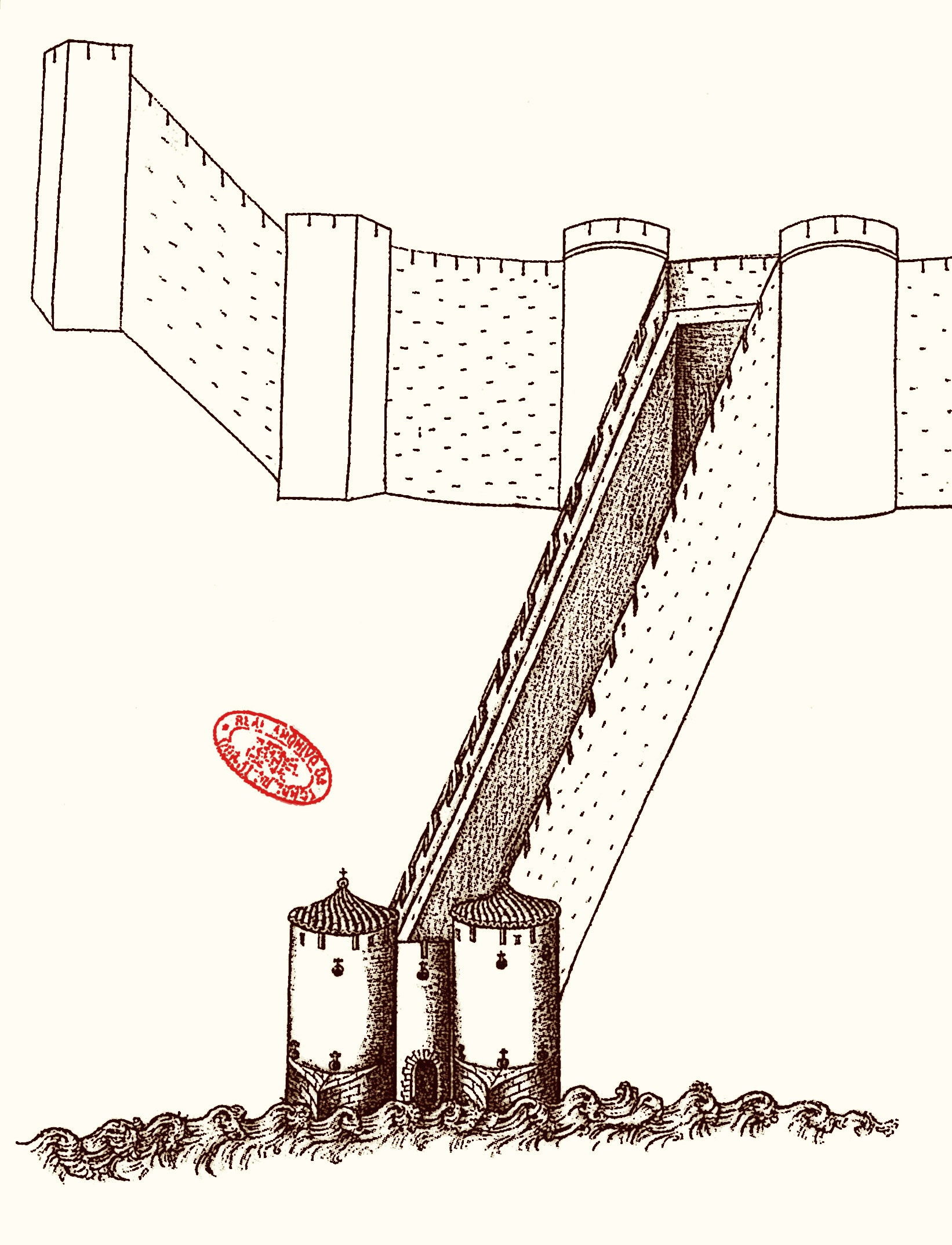
Die portugiesische Festung von Ksar es-Seghir mitsamt dem von Mauern eingefassten Schiffskanal (1502)

Gegen Ende der merinidischen Herrschaft verkam der Ort zu einem Seeräubernest an der Straße von Gibraltar, welches im Jahre 1458 von einem gewaltigen Heeresaufgebot (angeblich 25.000 Mann in 200 Schiffen) des portugiesischen Königs Alfons V. angegriffen und erobert wurde, der darüber hinausgehend die Idee hatte, von hier aus ganz Nordafrika zu erobern – dabei waren auch der Infant Peter von Aragón und sein Vertrauter Diogo de Azambuja. Der letzte Merinidensultan Abdalhaqq II. (reg. 1421–1465) versuchte zweimal erfolglos, den Ort zurückzuerobern, den die Portugiesen Alcácer-Ceguer nannten. Sie umgaben den etwa 800 Einwohner zählenden Ort mit einer Mauer und verbanden ihn über einen von hohen Mauern eingefassten Schiffskanal mit dem Mittelmeer. Wegen der hohen Kosten der Militärpräsenz beschloss der portugiesische König Johann III. im Jahre 1533, den Ort aufzugeben, doch dauerte die endgültige Realisierung dieses Plans noch bis ins Jahr 1549; bei ihrem Abzug zerstörten die Portugiesen den Schiffskanal, indem sie ihn mit dem Abbruchmaterial der Stadtmauern zuschütteten.
Im Jahr 1609 landeten hier die während der Herrschaft Philipps III. (reg. 1598–1621) aus Spanien vertriebenen Mauren. Ksar es-Seghir war mittlerweile zu einem kleinen Fischerdorf geworden, das es in gewisser Weise auch heute noch ist.

## Aktuelles
Die marokkanische Marine errichtete in der Nähe von Ksar es-Seghir in den Jahren 2008–2010 einen Stützpunkt. Etwa 10 km nordöstlich befindet sich jetzt der neue Superhafen Tanger-Med, der im Jahre 2007 teileröffnet wurde, jedoch erst um 2020 endgültig fertiggestellt war. Die neue Autobahn A4 führt unmittelbar südlich an der Stadt vorbei; der lange Zeit abgelegene und verschlafene Ort hat nun einen eigenen Autobahnanschluss.

## Sonstiges
Wie ansonsten nur noch in Tanger und Asilah spiegelt sich im kleinen Ort Ksar es-Seghir die wechselvolle Geschichte Marokkos. Im Musée de la Kasbah von Tanger gibt es einen eigenen kleinen, aber äußerst sehenswerten Ausstellungsraum mit Fundstücken aus Ksar es-Seghir.